# JCOM BS
JCOM BS株式会社（ジェイコム ビーエス）はBSデジタル放送の無料チャンネル「J:COM BS」を運営する放送事業者である。旧社名はBS松竹東急株式会社、チャンネルとしてのJ:COM BSの旧名はBS松竹東急。

## 概要
2025年7月1日にケーブルテレビ事業のJCOMがBS松竹東急を買収、社名を「JCOM BS株式会社」へ変更しチャンネル名も同時に「J:COM BS」に変更した。
番組編成について、JCOMは買収時点では番組放映権などの問題もあり、JCOMが運営している他のチャンネルや競合のBSデジタル放送局にて放送しているJ:COM制作の番組をJ:COM BSにて放送または移管したり、逆にBS松竹東急の番組をJ:COMチャンネルやJ:COM STREAMなどのJCOM運営チャンネル及び動画配信サービスに供給することは未定と述べている。2025年7月時点では原則として9:55 - 24:00の暫定編成となっており、同年10月を目処に24時間放送の開始と本格編成に移行する方針を示している。

## 沿革
- 2019年（令和元年）
  - 5月20日 - 総務省から松竹ブロードキャスティングと東京急行電鉄（現：東急）の合弁会社がBSデジタル放送の新規参入申請を行ったことを発表[16]。
  - 9月9日 - 総務省からBSデジタル放送参入の認可を受ける[17][18]。
  - 11月29日 - 総務省から衛星基幹放送業務認定証の交付を受ける[19]。
- 2020年（令和2年）7月22日 - BS松竹東急株式会社設立[20]。
- 2021年（令和3年）10月1日 - 東北新社やフジ・メディア・ホールディングスにおける外資規制違反問題を受けて、総務省が全ての放送局を対象に同規制に違反していないか調査した結果、本テレビ局において、一時期外国人による役員就任の規定に違反していたことが判明し、再発防止を求める行政指導を受けた[21][22]。
- 2022年（令和4年）
  - 3月9日 - 同日5時から他のBS新チャンネル2局（BSJapanext・BSよしもと）と共に試験電波の放送を開始[23]。
  - 3月26日 - 19時より「BS松竹東急」として開局[24]。
  - 8月25日 - 第三者割当増資により、ザイマックスが資本参加[25]。
- 2023年（令和5年）
  - 2月2日 - 開局以来、初となる公式キャラクターを発表。スタジオジブリ代表取締役プロデューサーの鈴木敏夫によるデザインで、大人の男女をイメージしており[26]、後に男性キャラクターが「銀さん」、女性キャラクターが「ミルさん」とそれぞれ命名された[27]。
  - 3月27日 - ビデオ・オン・デマンドサービス「BS松竹東急オンデマンド」を開始[28]。
  - 4月1日 - 日本民間放送連盟に準会員として加盟[29][30]。
  - 10月7日 - 民放公式の無料動画配信サービス「TVer」での見逃し配信を開始[31]。
- 2024年（令和6年）3月 - 第三者割当増資により、ゼビオホールディングスと東映、東映アニメーションが資本参加[32]。
- 2025年（令和7年）
  - 3月12日 - ビデオ・オン・デマンドサービス「BS松竹東急オンデマンド」を3月31日をもって終了[33]。
  - 3月31日 - 同年6月30日をもってBS松竹東急の放送・サービスを終了することを発表[4][5][6]。
  - 6月18日 - JCOM株式会社が全株式を取得して完全子会社化することで合意し、株式譲渡契約を締結したと発表[7][8]。
  - 6月30日 - この日をもってBS松竹東急としての放送を終了[5][34]。当日23時50分から放送終了の24時までの10分間に渡る、開局以降の全放送番組リストの表示が、最後の放送内容となった[35]。
  - 7月1日 - 社名をJCOM BS株式会社、チャンネル名を「J:COM BS」に変更し、当日10時より放送を継続[7][8][36]。
  - 10月 - 24時間放送の開始と本格編成に移行予定。

## 暫定編成番組

### ディスカバリー・ジャパン
旅チャンネル
- 中西圭三の朝ぶら散歩
- 「おくのほそ道」を全部歩く
- Best of Japan
- 京都よろづ観光帖
- 秘境駅の旅
- 日本の夜景
- まるごと!北海道（第24話から放送）
- 離島酒場（第11話から放送）
- にっぽん酒処めぐり

MONDO TV
- 旧車TV レストア・ファクトリー
- えみつんキャンプ!
- 俺プロ!～俺たちのプロ野球～

### J:COM
JCOMチャンネル
- 地域発 未来へつむぐ安心安全

### ショップチャンネル
- ショップチャンネル お買い物エンターテインメント

### J SPORTS
- 2025ツール・ド・フランス
  - 第1ステージ 7月5日 19:45 - 翌3:00
  - 第2ステージ 7月6日 21:00 - 翌2:50

### ドラマ
韓国ドラマ
- プレーヤー〜華麗なる天才詐欺師〜（朝鮮語版、英語版）
- 悪の花

アメリカドラマ
- 新エアーウルフ 復讐編

朝日放送 必殺スペシャル
- 特別編必殺仕事人 恐怖の大仕事 水戸・尾張・紀伊
- 必殺シリーズ10周年記念スペシャル 仕事人大集合
- 年忘れ必殺スペシャル 仕事人アヘン戦争へ行く 翔べ!熱気球よ香港へ
- 必殺仕事人意外伝 主水、第七騎兵隊と戦う 大利根ウエスタン月夜
- おまたせ必殺ワイド 仕事人VS秘拳三日殺し軍団 主水、競馬で大穴を狙う!?
- 必殺仕事人ワイド 大老殺し 下田港の殺し技珍プレー好プレー
- 必殺スペシャル・春一番 仕事人、京都へ行く闇討人の謎の首領!
- 必殺スペシャル・秋 仕事人VS仕事人 徳川内閣大ゆれ! 主水にマドンナ
- 必殺スペシャル・春 勢ぞろい仕事人! 春雨じゃ、悪人退治
- 必殺スペシャル・秋! 仕事人VSオール江戸警察
- 必殺スペシャル・春 世にも不思議な大仕事 主水と秀 マカオで大あばれ
- 必殺スペシャル・新春 せんりつ誘拐される、主水どうする? 江戸政界の黒幕と対決!純金のカラクリ座敷

TBS 木下恵介アワー
- おやじ太鼓

日本テレビ
- 熱中時代・刑事編

時代劇
- 半七捕物帳（1979年版）
- お命頂戴!

## BS松竹東急
BS松竹東急株式会社（ビーエスしょうちくとうきゅう、英: BS Shochiku Tokyu Co., Ltd.）は、かつて存在した日本のテレビ放送事業者。2022年（令和4年）3月26日から2025年（令和7年）6月30日までBSデジタル放送を放送していた松竹および東急両系列の衛星基幹放送事業者であった。

### 概要
完全無料放送で、映画や歌舞伎・舞台などの伝統芸能の中継、並びにオリジナルドラマの3ジャンルをメインとして、ドキュメンタリー、バラエティー、スポーツ中継などの様々なコンテンツを総合編成するチャンネル。松竹ブロードキャスティングが運営する有料チャンネル『衛星劇場』の無料版兄弟チャンネルにあたる。
同局はリモコンキーIDの設定がないため、視聴の際は電子番組表（EPG）を使用する、チャンネル番号「260」を入力するなどの方法で選局する必要がある（ただし、受信機の設定メニューから手動で選局ボタンを変更でき、未使用のチャンネルまたは未契約の有料チャンネル〔2（NHK BS サブチャンネル）・9（WOWOWプライム）〕等のボタンに設定する方法がある）。
開局から1周年を迎え、同局は空チャンネルだとした2チャンネルに選局ボタンを設定するよう呼びかけ、その方法を説明する動画をソニー、シャープ、東芝、パナソニック、ハイセンスのメーカーごとに作成した。
開局時よりデータ放送を開始しているが、気象情報や地震・津波情報のみで、双方向サービスは行わないとされている。日本民間放送連盟および同連盟などが運営する放送倫理・番組向上機構には開局から1年後となる2023年4月1日に準会員として加盟した。衛星放送協会の正会員でもある。
2022年6月時点で社員は60人在籍している。なお、アナウンサーは在籍していない。

#### 株主
設立当初は松竹ブロードキャスティングと東京急行電鉄（現：東急）の合弁会社であったが、2022年8月にザイマックス、2024年3月にゼビオホールディングスと東映、東映アニメーションがそれぞれ資本参加している。

### 番組編成
年間300本近い映画作品の放送をレギュラー編成しているのが同局の大きな特徴である。親会社である松竹制作の作品が中心だが、東映をはじめとするそれ以外の制作会社による作品についても邦画・洋画を問わず多く放送されている。
年末年始などの特別編成ではなく、通常の番組編成において月曜日から土曜日のゴールデンタイムにあたる時間帯に映画を放送しており、当局の特長になっている。
多くの番組で字幕放送を実施しており、生放送番組やテレビショッピングなど一部を除いて原則字幕放送もしくは字幕スーパーをつけて放送している。制作社や制作局で実施しなかった作品でも独自に字幕放送を付与している番組もある。

#### スポーツ番組
開局当初から3か月間はスポーツ中継は編成されなかったが、後述の通り、2022年8月5日に『BS松竹東急ナイター』のタイトルでオリックス・バファローズ対北海道日本ハムファイターズ、同年8月10日にもオリックス・バファローズ対東北楽天ゴールデンイーグルスをいずれも京セラドーム大阪から生中継した。また、同年8月7日には『2022 FIM世界耐久選手権（EWS） 鈴鹿8時間耐久ロードレース』を鈴鹿サーキットから生中継した。
2023年には、プロ野球中継の番組タイトルを『BS松竹東急ナイター』から『BS松竹東急ベースボールシアター』に改題。オリックス戦の主催試合の中継を16試合に大幅に増やす他、千葉ロッテマリーンズ主催試合の対オリックス戦も4試合生中継する。シーズン開幕前にはオリックスの今シーズンの展望や分析をOB解説陣に聞く『オリックス・バファローズ2023特別番組〜ONE STEP OF VI』を4回にわたって放送した。
2023年4月にはアメリカで行われるゴルフ4大会（全米プロゴルフ選手権・全米オープンゴルフ選手権・全米女子オープンゴルフ選手権・全米女子アマチュアゴルフ選手権）の放映権も取得したことを発表した。後に2024年開催予定の全米女子アマチュアゴルフ選手権を除く3大会も放送することを2023年7月に発表した。
また、同年11月は『チャレンジ!秋のスポーツ』と銘打って8日に『高松宮記念杯 全日本学生ハンドボール選手権大会』、11月12日に『ANAウィンドサーフィンワールドカップ』、11月25日に『ANAウィンドサーフィンワールドカップ ダイジェスト』を放送したほか、11月25、26日、12月3日にはテニスのATPチャレンジツアーの一つ『横浜慶應チャレンジャー国際テニストーナメント 2023 supported by 三田興産』を放送した。
2024年1月は本放送局と同時期に開局したBSJapanext（現：BS10）とBSよしもとの3局共同で特別番組を制作し、同時放送を行った。本放送局からはオリックス・バファローズの選手が出演した。
2024年2月は『BS松竹東急 フットボールシアター』のタイトルでサッカー中継を放送することを発表。同月25日にJ1リーグ開幕戦となる東京ヴェルディ対横浜F・マリノスを国立競技場から生中継した。また、東京ヴェルディとの間でオフィシャルメディアパートナー契約を締結し、同チームの応援番組『カモン!ヴェルディ!!』を同月23日から放送することも併せて発表した。
2024年3月は、『BS松竹東急ベースボールシアター』の今シーズンの中継試合を29試合以上に拡大することを発表。オリックス主催試合21試合（オープン戦2試合も含む）のほか、昨年に引き続いてロッテ主催試合4試合に加え新たに福岡ソフトバンクホークス主催試合と埼玉西武ライオンズ主催試合2試合ずつの対オリックス戦を中継する。また、9月4・5日には初めてのセントラル・リーグ公式戦中継かつ出資会社（松竹）のかつてのグループ球団である横浜DeNAベイスターズの主催試合（対広島東洋カープ戦）を2試合中継。10月17日は初めてのプロ野球・クライマックスシリーズとなる「パ ファイナルステージ 福岡ソフトバンクホークス対北海道日本ハムファイターズ」を中継した。
2024年4月は、『ハンドボールIHFオリンピック女子世界最終予選』を生中継した。オリンピックの出場がかかった最終予選を中継したのは初めてだった。
2024年9月24日、スカパーJSATからサブライセンスを取得し、サッカー・ブンデスリーガの2024-2025シーズンの一部試合を放送することを発表した。

#### 動画配信
2022年9月現在、自社制作番組のうち、連続ドラマ（『月曜ドラマ』・『土曜ドラマ』）はひかりTVとGYAO!、一部のバラエティ番組（『ゴルフW』・『号外!日本史スクープ砲』・『シェイクスピア・ラン』）はParaviとGYAO!にてそれぞれ配信している。
2023年3月27日から独自のビデオ・オン・デマンドサービス「BS松竹東急オンデマンド」を開設し、自社制作番組を同サービスにて見逃し配信することを同月に発表した。
2023年10月7日から一部の自社制作番組について、在京民放キー局5社が共同運営している動画配信サービス「TVer」への供給を開始した。

### 資本構成
出典：
1. 松竹ブロードキャスティング株式会社
2. 株式会社ザイマックスグループ
3. 東急株式会社
4. ゼビオホールディングス株式会社
5. 東映株式会社
6. 東映アニメーション株式会社

### 主な番組
開局記念特別番組
| 番組名                                                         | 放送日時                    | 備考                                                                      |
| -------------------------------------------------------------- | --------------------------- | ------------------------------------------------------------------------- |
| 銀座・渋谷100年の物語 〜過去・現在・未来 夢と希望を追った街〜  | 2022年3月26日 19:00 - 21:00 | MC：徳光和夫 リポーター：朝日奈央                                         |
| 寅さんファンクラブ 寅年スペシャル! あなたの寅さん 私の寅さん   | 2022年3月27日 16:30 - 18:30 | MC：竹下景子、劇団ひとり ゲスト：山田洋次                                 |
| 音楽の轍〜出発のファンファーレ〜                               | 2022年3月27日 21:00 - 23:00 | MC：尾上松也、宮瀬茉祐子                                                  |
| 開局記念特別企画ドラマスペシャル 『夜のあぐら 〜姉と弟と私〜』 | 2022年4月9日 21:00 - 23:00  | 出演：井上真央、尾野真千子、南果歩、岸部一徳 監督：野尻克己、原作：長嶋有 |
| とどけ!勝負歌                                                  | 2022年5月8日 18:30 - 21:00  | MC：中山秀征、中川翔子 リポーター：バッドナイス常田                       |

#### 現在の番組
太字はJ:COM BSへの継続番組。
連続番組
| 番組名                                        | 放送開始日     | 放送日時                                            | 備考 |
| --------------------------------------------- | -------------- | --------------------------------------------------- | --- |
| BBCニュース                                   | 2022年3月28日  | 月曜 - 金曜 7:00 - 7:30                             | 報道番組。イギリス・BBC制作。2か国語放送。 2023年3月31日までは7:00 - 9:00に放送。4月3日より現在の時間に。 |
| 大江戸捜査網                                  | 2022年3月28日  | 月曜 - 金曜 10:30 - 11:30                           | 時代劇。テレビ東京製作。同日25:00 - 26:00に再放送。 |
| 奥さまは魔女                                  | 2022年3月28日  | 月曜 - 金曜 16:30 - 17:00                           | 海外ドラマ。シーズン8まで全話放送し、再びシーズン1から放送。 2023年3月31日までは13:30 - 14:00に放送。4月3日より現在の時間に。                                                                                                 |
| 6時のミステリー                               | 2022年3月28日  | 月曜 - 金曜 18:06 - 20:00                           | 2時間ドラマ。地上波で放送された2時間のミステリードラマを放送。 |
| よる8銀座シネマ                               | 2022年3月28日  | 月曜 - 金曜 20:00 - 22:30                           | 案内人：柳亭小痴楽 （番組開始 - 2023年3月31日） |
| 松也Pの◯◯◯                                    | 2022年3月29日  | 火曜 22:30 - 23:00                                  | バラエティ番組。MC：尾上松也、ナレーター：有野晋哉 |
| こんなところでキャンパーズ!                   | 2022年3月30日  | 月曜 23:00 - 23:30                                  | バラエティ番組。MC：内海光司、佐藤アツヒロ 2024年3月20日までは水曜22:30 - 23:00に放送。 月曜22:30 - 23:00に再放送。 |
| 発酵の里ニッポン                              | 2022年3月31日  | 木曜 22:00 - 23:00                                  | ドキュメンタリー番組。語り：森口瑶子 |
| 松本幸四郎が沼る!!                            | 2022年4月1日   | 金曜 22:30 - 23:00                                  | バラエティ番組。出演：松本幸四郎 |
| 落談〜落語の噺で面白談義〜                    | 2022年4月2日   | 土曜 10:30 - 11:00                                  | バラエティ番組。MC：米粒写経、立川志ら乃 |
| エンタメ情報ステーション 土曜のトオルとカヲル | 2022年4月2日   | 土曜 18:00 - 18:30                                  | 情報番組。MC：寺坂頼我、声の出演：森画伯 リポーターとナレーターはSHOWROOMで募集された。 |
| ゴルフW                                       | 2022年4月2日   | 土曜 20:00 - 21:00                                  | スポーツ番組。MC：高田秋（ - #23）、高柳愛実（ #24 - ） 2023年3月25日までは土曜21:00 - 22:00 2023年4月8日より現在の時間帯に                                                                                                   |
| ドラマ『初情事まであと1時間』                 | 2022年4月2日   | 土曜 23:30 - 24:00                                  | 第8話までは2021年7月期に毎日放送『ドラマ特区』枠で放送済み。 第9話以降はテレビ初放送。 出演：工藤阿須加、臼田あさ美。 |
| シェイクスピア・ラン                          | 2022年4月3日   | 日曜 23:00 - 23:30                                  | バラエティ番組 |
| がむしゃら                                    | 2022年4月10日  | 土曜 18:30 - 19:00                                  | スポーツ番組。MC：中尾論介、ライセンス（#13 - ） 、木下瑠音（ - #17）、 塩尻奈都子 2023年4月1日までは日曜 18:00 - 18:30、2023年4月8日より現在の時間帯に。                                                                     |
| 号外!日本史スクープ砲                         | 2022年4月10日  | 土曜 19:00 - 20:00                                  | MC：岡副麻希、森遥香（#44 - ）、解説：河合敦。 2023年4月2日までは日曜 21:00 - 22:00、2023年4月8日より現在の時間帯に。 |
| グッド・ドクター 名医の条件                   | 2022年4月17日  | 日曜 21:00 - 21:50                                  | 海外ドラマ 2023年4月6日までは日曜 22:00 - 22:50、2023年4月16日より現在の時間帯に。 |
| 真夜中散歩→ぷらっとニッポン                   | 2022年4月25日  | 日・月 2:00 - 4:00 第3週 火 - 土 2:00 - 4:00        | ドキュメンタリー・教養 解説放送付き番組（不定期）。 |
| 悪女のすべて                                  | 2022年7月2日   | 土曜 23:00 - 23:30                                  | 出演：足立梨花、小沢真珠 |
| 悲しくて、愛                                  | 2022年8月1日   | 月曜 - 金曜 17:00 - 17:30                           | 韓国ドラマ |
| 王女の男                                      | 2022年8月16日  | 月曜 - 金曜 12:00 - 13:00                           | 韓国ドラマ |
| お父さん、私、この人と結婚します!             | 2022年10月8日  | 土曜 23:00 - 23:30                                  | 出演：内田理央、升毅 |
| 逆賊-民の英雄ホン・ギルドン-                  | 2022年9月19日  | 月曜 - 金曜 12:00 - 13:00                           | 韓国ドラマ |
| 右門捕物帖                                    | 2022年12月14日 | 月曜 - 金曜 10:30 - 11:30                           | 時代劇。NET（現：テレビ朝日）の番組 |
| ジョニ男のぶらぶら昭和。                      | 2022年10月6日  | 木曜 22:30 - 23:00                                  | MC：岩井ジョニ男 |
| ナイトライダー                                | 2022年10月15日 | 土曜 22:00 - 22:57                                  | 海外ドラマ |
| ナイトライダー2                               | 2023年4月9日   | 日曜 22:00 - 23:00                                  | 初回（第1話）は2時間スペシャルとして21:00 - 23:00まで放送 |
| 賞金稼ぎ                                      | 2023年3月2日   | 月曜 - 金曜 10:30 - 11:30                           | 時代劇。NET（現：テレビ朝日）の番組 |
| 必殺仕事人V                                   | 2023年3月14日  | 月曜 - 金曜 15:00 - 16：00                          | 時代劇。朝日放送の番組 |
| 遠山の金さん                                  | 2023年4月3日   | 月曜 - 金曜 13:30 - 14:30                           | 時代劇。テレビ朝日の番組 |
| 必殺仕掛人                                    | 2023年4月19日  | 月曜 - 金曜 15:00 - 16:00                           | 時代劇。朝日放送の番組。 |
| 新・必殺仕置人                                | 2023年6月2日   | 月曜 - 金曜 15:00 - 16:00                           | 時代劇。朝日放送の番組。 |
| テレビショッピング                            | 2022年3月27日  | 月曜 - 金曜 11:00 - 11:30 土曜 - 日曜 17:00 - 18:00 | |
| QVC                                           | 2023年10月1日  | 毎日 2:00 - 3:00                                    | 第3週は除く |
| 露天風呂連続殺人シリーズ                      | 2023年         | 土曜・日曜 15:00 - 17:00                            | テレビ朝日「土曜ワイド劇場」の番組。全作放送され、再び第1作から放送。 |
| 名建築で昼食を                                | 2024年         | 月 - 金 16:30 - 17:00                               | テレビ大阪の番組 |
| カモン!ヴェルディ!!                           | 2024年2月23日  | 金曜 23:00 - 23:30                                  | MC：北澤豪、勝野みなみ |
| 大河ドラマ                                    | 2024年4月4日   | 木曜 18:15 - 20:00                                  | NHKの番組。2話連続。土曜 15:20 - 17:00に再放送。 |
| 熱中時代・先生編                              | 2024年4月6日   | 土曜 18:00 - 20:00                                  | 日本テレビの番組。2話連続。 |
| 江戸川乱歩の美女シリーズ                      | 2024年4月7日   | 日曜 15:00 - 17:00                                  | テレビ朝日「土曜ワイド劇場」の番組。 第1作から第5作・第7作は15:30 - 17:00。 第6作・第8作から第16作・第18作・第19作・第21作以降は現在の時間帯に 第20作は8月18日（日曜）12:00 - 14:30。 第17作は10月12日（土曜）21:00 - 23:55。 |
| 花王 愛の劇場『岸壁の母』                     | 2024年6月24日  | 月曜 - 金曜 17:00 - 17:30                           | TBSの番組。11:30 - 12:00に再放送。 |
| 熱中時代2・先生編                             | 2024年8月3日   | 土曜 18:00 - 20:00                                  | 日本テレビの番組。2話連続。 |
| ゴルフシンデレラ                              | 2024年10月5日  | 土曜 20:00 - 21:00                                  | スポーツ番組。 |
| 花衣夢衣                                      | 2024年10月17日 | 月曜 - 金曜 16:59 - 17:30                           | 東海テレビ制作昼の帯ドラマ。 月曜 - 金曜 11:29 - 12:00にリピート放送。（10月22日 - ） |
| 半七捕物帳                                    | 2025年1月7日   | 月曜 - 金曜 13:30 - 14:30                           | 時代劇。テレビ朝日の番組 |
| 熱中時代・刑事編                              | 2025年1月11日  | 土曜 18:00 - 20:00                                  | 日本テレビの番組。2話連続。 |
| お命頂戴!                                     | 2025年2月12日  | 月曜 - 金曜 13:29 - 14:30                           | 時代劇。テレビ東京の番組 |
| 鬼平犯科帳 第6シリーズ                        | 2025年4月4日   | 金曜 14:59 - 16:00                                  | 時代劇。フジテレビの番組 |
| 服部半蔵 影の軍団                             | 2025年4月8日   | 月曜 - 金曜 13:29 - 14:30                           | 時代劇。関西テレビの番組 |
| ホテルウーマン                                | 2025年4月14日  | 月曜 18:00 - 19:00                                  | 関西テレビの番組 |
| 横溝正史・金田一耕助TVドラマシリーズ          | 2025年4月14日  | 月曜 19:00 - 20:00                                  | 毎日放送の番組 |

スポーツ中継
| 番組名                                                       | 放送日時                                                                    | 備考 |
| ------------------------------------------------------------ | --------------------------------------------------------------------------- | --- |
| BS松竹東急ベースボールシアター                               | 不定期                                                                      | オリックス・バファローズ主催試合並びに千葉ロッテマリーンズ主催試合の対オリックス戦を放送。 初回は2022年8月5日開催の対北海道日本ハムファイターズ戦を放送。 2023年より『BS松竹東急ナイター』から改題し、 実況・解説とスコアテロップの独自制作を開始。 シーズン開幕前には『オリックス・バファローズ2023開幕特別番組〜ONE STEP OF VI〜』を4回にわたって放送。 |
| 2022 FIM世界耐久選手権（EWC）第3戦 鈴鹿8時間耐久ロードレース | 2022年8月7日 11:00 - 20:00                                                  | |
| 全米プロゴルフ選手権                                         | 2023年 -                                                                    | |
| 全米オープン                                                 | 2023年 -                                                                    | |
| 全米女子オープン                                             | 2023年 -                                                                    | |
| 高松宮記念杯 全日本学生ハンドボール選手権大会                | 2023年                                                                      | 男女決勝を中継 |
| ANAウィンドサーフィンワールドカップ                          | 2023年11月11日 12:00 - 13:00                                                | |
| ANAウィンドサーフィンワールドカップ ダイジェスト             | 2023年11月25日 19:00 - 20:00                                                | |
| 横浜慶應チャレンジャー国際テニストーナメント 2023            | 2023年11月25日 21:00 - 23:00、11月26日 11:59 - 15:00、12月3日 11:59 - 15:00 | 11月26日の男子決勝は悪天候のため延期し12月3日に録画中継することが決まった |
| BS松竹東急フットボールシアター                               | 不定期                                                                      | 東京ヴェルディのホームゲームを放送。 初回は2024年2月25日開催のJリーグ開幕戦、対横浜Fマリノス戦を放送。 |
| ハンドボール IHFオリンピック女子世界最終予選                 | 2024年4月                                                                   | 初戦は2024年4月11日（4月12日）深夜0:59からの日本対スウェーデン戦だった。 |
| サンデーサッカー ドイツ・ブンデスリーガ24/25                 | 2024年11月3日 - 日曜 19:00 - 21:30                                          | ドイツ・ブンデスリーガを放送。 |

ミニ番組
| 番組名                           | 放送日時 | 備考                           |
| -------------------------------- | -------- | ------------------------------ |
| Show Tik                         | 不定期   | 松竹芸能所属の若手芸人が集結。 |
| オジンオズボーン篠宮暁の秒で漢字 | 不定期   |                                |

#### 放送終了の番組

##### ドラマ
日本
- 愛の嵐（東海テレビ、2022年3月28日 - 6月30日）
- 家電侍（オリジナル、2022年4月2日 - 6月25日）
- 初情事まであと1時間（毎日放送、2022年4月2日 - 6月25日）
- いぶり暮らし（オリジナル、2022年4月4日 - 6月27日）
- 必殺仕事人（朝日放送、2022年3月28日 - 7月21日）
- 大江戸捜査網（東京12チャンネル（現：テレビ東京））
- 華の嵐（東海テレビ、2022年7月1日 - 2022年10月6日）
- 悪女のすべて（オリジナル、2022年7月2日 - 9月24日）
- シネコンへ行こう!（オリジナル、2022年7月4日 - 9月26日）
- 新・必殺仕事人（朝日放送、2022年7月22日 - ）
- 商店街のピアニスト（オリジナル、2022年10月3日 - 12月26日）
- 大忠臣蔵（テレビ朝日、2022年10月3日 - 12月13日）
- お父さん、私、この人と結婚します!（オリジナル、2022年10月8日 - 12月17日）
- 必殺仕事人III（朝日放送、2022年10月7日 - 11月29日）
- 夏の嵐（東海テレビ、2022年10月7日 - 2023年1月19日）
- 必殺仕事人IV（朝日放送、2022年11月29日 - ）
- 右門捕物帖（NET、2022年12月14日 - ）
- かりあげクン（オリジナル、2022年1月7日 - 3月25日）
- À Table!〜歴史のレシピを作って食べる〜（オリジナル、2022年1月9日 - 3月27日）
- 必殺仕置人（朝日放送、2022年2月6日 - ）
- 砂の城（東海テレビ、2023年1月20日 - 4月27日）
- 賞金稼ぎ（NET、2023年3月3日 - ）
- めんつゆひとり飯（オリジナル、2023年4月1日 - 6月24日）
  - めんつゆひとり飯2（オリジナル、2024年10月2日 - 12月25日）
- 半熟ファミリア（オリジナル、2023年4月3日 - 6月26日）
- カメラ、はじめてもいいですか?（オリジナル、2023年7月3日 - 9月18日）
- 木下恵介アワー
  - 3人家族（TBS、2023年5月1日 - 6月5日）
  - 二人の世界（TBS、2023年6月6日 - 7月11日）
  - おやじ太鼓（TBS、2023年7月12日 - 9月4日）
  - おやじ太鼓2（TBS、2023年9月5日 - 10月10日）
  - 兄弟（TBS、2023年10月11日 - 11月15日）
  - あしたからの恋（TBS、2023年11月16日 - 12月29日）
  - たんとんとん（TBS、2024年1月4日 - 2月8日）
  - 思い橋（TBS、2024年2月9日 - 3月15日）
  - 太陽の涙（TBS、2024年3月18日 - 4月23日）
  - わが子は他人（TBS、2024年4月24日 - 5月29日）
  - 幸福相談（TBS、2024年5月30日 - 6月21日）

韓国
- 太陽を抱く月（MBC、2022年3月28日 - 4月22日）
- マイ・ヒーリング・ラブ 〜あした輝く私へ〜（MBC、2022年3月28日 - 7月29日）
- 朱蒙（MBC、2022年4月25日 - 8月15日）
- 悲しくて、愛（MBC、2022年8月1日 - ）
- 王女の男（KBS、2022年8月16日 - 9月16日）
- 逆賊 - 民の英雄ホン・ギルドン -（MBC、2022年9月19日 - ）
- シークレット・ガーデン（SBS、2022年10月3日 - 10月28日）

アメリカ
- シッツ・クリーク（Pop TV、2022年4月16日 - 10月8日）
- フレンズ（NBC、2023年4月1日 - 2024年3月31日）
- ナイトライダー（2022年10月15日 - ）
- グッド・ドクター 名医の条件（シーズン1・2、2022年4月17日 - ）

##### バラエティー
- 街頭Qバラエティー! スマホ見せてください（2023年7月16日 - 2023年10月1日）
- 1×8いこうよ!（2022年3月29日 - 2024年3月30日）

##### ドキュメンタリー
- 発酵の里ニッポン（2022年3月31日 - 9月29日）